# عکس لندن
عکس لندن (به انگلیسی: Photo London) یک رویداد عکاسی است که هر ساله در ماه می در خانه سامرست، لندن برگزار می‌شود. گالری‌ها  و ناشران در این رویداد، آثار عکاسان را به نمایش می‌گذارند و به فروش می‌رسانند. همچنین در این رویداد سخنرانی‌هایی نیز انجام می‌شود و جوایزی به عکاسان تعلق می‌گیرد.
این رویداد در سال ۲۰۰۴ تأسیس شد و تا سال ۲۰۰۶ در آکادمی سلطنتی هنر برگزار می‌شد. سپس در Old Billingsgate تا سال ۲۰۰۷ ادامه داشت و سپس متوقف شد.  در سال ۲۰۱۵ دوباره راه‌اندازی شد و از آن زمان در سامرست‌هاوس برگزار می‌شود. 